# Rodrigo Velilla
Pour les articles homonymes, voir Velilla (homonymie).
Rodrigo Velilla (né le 3 janvier 1989 à Buenos Aires, Argentine) est un acteur, chanteur et danseur argentin qui est devenu célèbre en jouant le personnage Philip dans la telenovela De tout mon cœur. Il est aussi connu pour avoir joué le rôle de Napoléon "Napo" dans la télénovela à succès de Disney Channel Violetta.

## Participations

### Télévision
- 2002-2003 : Teatro Astral Generación Pop
- 2003 : Scratch 08 La Historia
- 2005 : Floricienta
- 2005 : Casados Con Hijos
- 2006 : Chiquititas sin fin
- 2007-2008 : De tout mon cœur  : Felipe Sanchez
- 2009 : Valientes : Benjamin De Joven
- 2012 : Violetta  : Napoleón « Napo » Ferro

### Musique
Puisqu'il joue dans la série télévisée Violetta, il a chanté plusieurs chansons :
- Algo suena en mi avec Facundo Gambandé, Lodovica Comello, Candelaria Molfese
- Destinada a brillar avec Mercedes Lambre, Jorge Blanco, Nicolàs Garnier
- Juntos somos mas avec Mercedes Lambre, Jorge Blanco, Facundo Gambandé, Lodovica Comello, Nicolàs Garnier, Candelaria Molfese
- Are you ready for the ride avec Jorge Blanco, Facundo Gambandé, Samuel Nascimento, Nicolàs Garnier
- Dile que si avec Jorge Blanco et Nicolàs Garnier
- Ven y canta avec Martina Stoessel, Pablo Espinosa, Jorge Blanco, Mercedes Lambre, Facundo Gambandé, Lodovica Comello, Candelaria Molfese, Nicolàs Garnier, Alba Rico, Samuel Nascimento, Simone Lijoi
- Ser mejor avec Martina Stoessel, Pablo Espinosa, Jorge Blanco, Mercedes Lambre, Facundo Gambandé, Lodovica Comello, Candelaria Molfese, Samuel Nascimento, Alba Rico, Nicolàs Garnier
- Tu foto de verano avec Jorge Blanco, Facundo Gambandé, Samuel Nascimento, Nicolàs Garnier
- Cuando me voy avec Jorge Blanco, Facundo Gambandé, Samuel Nascimento, Nicolàs Garnier

Mais aussi deux chansons en duo avec l'acteur et chanteur argentin Gastón Dalmau :
- A Tu Lado
- Dejare La Ciudad (chanson du groupe argentin Airbag)

### Théâtre
- Patito Feo: La historia más linda en el Teatro (2007)
- Patito Feo El Show Mas Lindo (2008/2009)